# Valentin Kovalenko
Valentin Kovalenko (Taskent, 1975. augusztus 9. –) üzbég nemzetközi labdarúgó-játékvezető.

## Pályafutása

### Nemzeti játékvezetés
2000-ben lett az I. Liga játékvezetője.

### Nemzetközi játékvezetés
Az Üzbegisztáni labdarúgó-szövetség Játékvezető Bizottsága (JB) terjesztette fel nemzetközi játékvezetőnek, a Nemzetközi Labdarúgó-szövetség (FIFA) 2002-től tartotta nyilván bírói keretében. Több nemzetek közötti válogatott- és klubmérkőzést vezetett. 2008-tól az AFC, az Ázsiai Labdarúgó-szövetség Játékvezető Bizottságának besorolása szerint az elit játékvezetők csoportjába tartozik, kiemelkedően foglalkoztatják. Ravshan Ermatov honfitársa működésének nemzetközi eredményessége nem teszi lehetővé az AFC zónán kívüli foglalkoztatását.

#### Világbajnokság
A világbajnoki döntőhöz vezető úton Brazíliába a XX., a 2014-es labdarúgó-világbajnokságra a FIFA JB bíróként alkalmazta. Az AFC zónában, Ázsiában több selejtező mérkőzés irányításával bízták meg.
| Időpont          | Helyszín                     | Mérkőzés típusa                    | Mérkőzés      | Eredmény | Nézők száma |
| ---------------- | ---------------------------- | ---------------------------------- | ------------- | -------- | ----------- |
| 2013. június 11. | Grand Hamad Stadion, Doha    | előselejtező (3. kör-, B. csoport) | Irak–Japán    |          |             |
| 2013. június 18. | King Abdullah Stadion, Ammán | előselejtező (3. kör-, B. csoport) | Jordánia–Omán |          |             |

#### AFC Challenge Cupa
2008-ban Indiában az AFC Challenge Cupán több mérkőzést, közte a döntő találkozót irányította. A tornát az AFC szervezi, elősegítve az Ázsia-kupa előselejtezőjét.
| Időpont             | Helyszín                                | Mérkőzés típusa                | Mérkőzés                    | Eredmény | Nézők száma |
| ------------------- | --------------------------------------- | ------------------------------ | --------------------------- | -------- | ----------- |
| 2008. április 2.    | Chungshan Soccer Stadion, Tajpej        | selejtező (1. kör-, A csoport) | Guam–Srí Lanka              | 1 – 5    | 300         |
| 2008. április 4.    | Chungshan Soccer Stadion, Tajpej        | selejtező (1. kör-, A csoport) | Srí Lanka–Pakisztán         | 7 – 1    | 300         |
| 2008. július 30..   | Gachibowli Athletic Stadion, Haidarábád | selejtező (2. kör-, A csoport) | Türkmenisztán–Tádzsikisztán | 0 – 0    | 150         |
| 2008. augusztus 2.  | Gachibowli Athletic Stadion, Haidarábád | selejtező (2. kör-, B csoport) | Srí Lanka–Mianmar           | 1 – 3    | 100         |
| 2008. augusztus 13. | Ambedkar Stadium Stadion, Delhi         | döntő                          | India–Tádzsikisztán         | 4 – 1    | 10 000      |

#### Nemzetközi kupamérkőzések
Vezetett Kupa-döntők száma: 1.

##### AFC-bajnokok ligája
| Időpont           | Helyszín                     | Mérkőzés típusa | Mérkőzés                | Eredmény | Nézők száma |
| ----------------- | ---------------------------- | --------------- | ----------------------- | -------- | ----------- |
| 2012. november 3. | Franso Hariri Stadion, Erbíl | döntő           | Erbíl (iraki)–Al-Kuwait | 0 – 4    | 30 000      |